# Karolína Ferdinanda Habsbursko-Lotrinská (1793–1802)
Karolína Ferdinanda Habsbursko-Lotrinská (2. srpna 1793, Florencie – 5. ledna 1802, Vídeň) byla rakouská arcivévodkyně a toskánská princezna.

## Život
Narodila se 2. srpna 1793 ve Florencii jako první dcera velkovévody Ferdinanda III. Toskánského a jeho manželky velkovévodkyně Luisy Marie Amélie Terezy Neapolsko-Sicilské.
Zemřela 5. ledna 1802 ve Vídni.

## Tituly, oslovení a vyznamenání
- 2. srpen 1793 – 5. ledna 1802: Její císařská a královská Výsost Karolína Ferdinanda Habsbursko-Lotrinská, arcivévodkyně rakouská, princezna toskánská, uherská a česká etc.
  -  Habsbursko-lotrinská dynastie: Dáma Řádu hvězdového kříže